# 2197 Shanghai
2197 Shanghai è un asteroide della fascia principale del diametro medio di circa 22,36 km. Scoperto nel 1965, presenta un'orbita caratterizzata da un semiasse maggiore pari a 3,1634495 UA e da un'eccentricità di 0,1179642, inclinata di 2,50527° rispetto all'eclittica.
L'asteroide è dedicato all'omonima metropoli cinese.